# Nileu
Nileu (en llatí Nileus, en grec Νείλευς) va ser un metge grec. El seu nom apareix també com Nil (Nilus, Neilos Νεῖλος i com a Neleu (Neleus, Néleos Νήλευς però probablement Nileu és més correcte i és la forma més comuna.
Va viure al segle III aC o poc abans i és mencionat per Heràclides de Tàrent, Appuleu Cels, Celi Aurelià, Alexandre de Tral·les, Oribasi, Aeci i Paule Egineta. Va ser cèlebre per haver inventat una màquina per la reducció de les dislocacions anomenada πλινθίον, descrita per Oribasi.